# A magyar labdarúgó-válogatott mérkőzései 1991-ben
A magyar labdarúgó-válogatottnak 1991-ben tizenkét találkozója volt.
Januárban Indiában a Nehru-kupán vett részt a magyar csapat, a hat mérkőzésből csupán a hazaiak elleni találkozó lett hivatalos.

A többi:
Románia B 1–1
Kína 1–1
Szovjetunió olimpiai válogatott 1–1
Zambia 4–1
Románia B 1–3
Az Európa-bajnokság selejtezőjében a csoportjában csak a negyedik helyen zárt a magyar együttes. A moszkvai döntetlen után Mészöly Kálmán lemondott, helyettese Glázer Róbert megbízatása csak az őszi meccsekre szólt.
Szövetségi kapitány:
- Mészöly Kálmán  649–656.
- Glázer Róbert (megbízott) 657–660.

## Az 1992-es Európa-bajnokság selejtezője
| Csapat       | M | Gy | D | V | G+ | G– | Gk  | P  |
| ------------ | - | -- | - | - | -- | -- | --- | -- |
| Szovjetunió  | 8 | 5  | 3 | 0 | 13 | 2  | +11 | 13 |
| Olaszország  | 8 | 3  | 4 | 1 | 12 | 5  | +7  | 10 |
| Norvégia     | 8 | 3  | 3 | 2 | 9  | 5  | +4  | 9  |
| Magyarország | 8 | 2  | 4 | 2 | 10 | 9  | +1  | 8  |
| Ciprus       | 8 | 0  | 0 | 8 | 2  | 25 | –23 | 0  |

|              | CYP | HUN | ITA | NOR | URS |
| ------------ | --- | --- | --- | --- | --- |
| Ciprus       |     | 0–2 | 0–4 | 0–3 | 0–3 |
| Magyarország | 4–2 |     | 1–1 | 0–0 | 0–1 |
| Olaszország  | 2–0 | 3–1 |     | 1–1 | 0–0 |
| Norvégia     | 3–0 | 0–0 | 2–1 |     | 0–1 |
| Szovjetunió  | 4–0 | 2–2 | 0–0 | 2–0 |     |

- A csoportból a Szovjetunió jutott ki az Európa-bajnokságra.

## Eredmények
649. mérkőzés
| 1991. január 17. |

| India         | 1–2             | Magyarország                      |
| ------------- | --------------- | --------------------------------- |
| Pappachan 43' | (1–0) Részletek | Balog T. 52' (11-esből) Jován 75' |

| Nair Stadium, Tiruvanántapuram Nézőszám: 20 000 Játékvezető: Christian Chikuka (ZAM) |

650. mérkőzés
| 1991. február 19. |

| Argentína              | 2–0             | Magyarország |
| ---------------------- | --------------- | ------------ |
| Franco 36' Mohamed 47' | (1–0) Részletek |              |

| Central Stadion, Rosario Nézőszám: 75 000 Játékvezető: Juan Carlos Loustau (ARG) |

651. mérkőzés
| 1991. március 27. |

| Spanyolország                    | 2–4             | Magyarország                    |
| -------------------------------- | --------------- | ------------------------------- |
| Manolo 45' (11-esből) Carlos 84' | (1–1) Részletek | Kiprich 43' 60' Lőrincz 55' 89' |

| Estadio El Sardinero, Santander Nézőszám: 35 000 Játékvezető: Arturo Martino (SUI) |

652. mérkőzés – Eb-selejtező
| 1991. április 3. |

| Ciprus | 0–2             | Magyarország           |
| ------ | --------------- | ---------------------- |
|        | (0–2) Részletek | Szalma 16' Kiprich 40' |

| Limassol Nézőszám: 2 000 Játékvezető: Gerhard Kapl (AUT) |

653. mérkőzés – Eb-selejtező
| 1991. április 17. |

| Magyarország | 0–1             | Szovjetunió       |
| ------------ | --------------- | ----------------- |
|              | (0–1) Részletek | Mihajlicsenko 30' |

| Népstadion, Budapest Nézőszám: 60 000 Játékvezető: Aron Schmidhuber (GER) |

654. mérkőzés – Eb-selejtező
| 1991. május 1. |

| Olaszország                | 3–1             | Magyarország              |
| -------------------------- | --------------- | ------------------------- |
| Donadoni 4' 17' Vialli 57' | (2–0) Részletek | Bognár Gy. 66' (11-esből) |

| Arechi Stadion, Salerno Nézőszám: 34 000 Játékvezető: Joseph Bertram Worrall (ENG) |

655. mérkőzés
| 1991. szeptember 11. |

| Magyarország  | 1–2             | Írország                |
| ------------- | --------------- | ----------------------- |
| Kovács K. 60' | (0–0) Részletek | D. Kelly 61' Sheedy 69' |

| Rába ETO Stadion, Győr Nézőszám: 6 000 Játékvezető: Periklísz Vaszilákisz (GRE) |

656. mérkőzés – Eb-selejtező
| 1991. szeptember 25. |

| Szovjetunió                           | 2–2             | Magyarország    |
| ------------------------------------- | --------------- | --------------- |
| Salimov 38' (11-esből) Kancelskis 49' | (1–1) Részletek | Kiprich 16' 90' |

| Luzsnyiki Stadion, Moszkva Nézőszám: 40 000 Játékvezető: Zoran Petrović (játékvezető) (YUG) |

657. mérkőzés
| 1991. október 9. |

| Magyarország | 0–2             | Belgium             |
| ------------ | --------------- | ------------------- |
|              | (0–1) Részletek | Emmers 8' Scifo 75' |

| Sóstói Stadion, Székesfehérvár Nézőszám: 7 000 Játékvezető: Ovadia Ben Itzhak (ISR) |

658. mérkőzés – Eb-selejtező
| 1991. október 30. |

| Magyarország | 0–0       | Norvégia |
| ------------ | --------- | -------- |
|              | Részletek |          |

| Rohonci úti stadion, Szombathely Nézőszám: 8 000 Játékvezető: Gérard Biguet (FRA) |

659. mérkőzés
| 1991. december 4. |

| Mexikó                                                    | 3–0             | Magyarország |
| --------------------------------------------------------- | --------------- | ------------ |
| Luis Garcia 55' 75' De la Torre 82' (11-esből) Javier 89′ | (0–0) Részletek |              |

| León Nézőszám: 30 000 Játékvezető: Bonifacio Núñez Vega (MEX) |

660. mérkőzés
| 1991. december 8. |

| Salvador        | 1–1             | Magyarország |
| --------------- | --------------- | ------------ |
| J. Gonzáles 51' | (0–1) Részletek | Hámori 37'   |

| San Salvador Nézőszám: 45 000 Játékvezető: Victorino Rodríguez Portillo (ESA) |